# Avenue Carling (Ottawa)
Pour les articles homonymes, voir Carling (homonymie).
L'avenue Carling est une artère principale est-ouest située à l'ouest d'Ottawa, en Ontario, Canada. Elle s'étend du chemin March à Kanata jusqu'à l'avenue Bronson dans le Glebe. La route porte le nom de John Carling, fondateur de la brasserie Carling et député conservateur, sénateur, ministre des Postes et ministre de l'Agriculture.

## Description de la route
D'une longueur approximative de 19 km (12 mi), l'avenue Carling commence aux abords du quartier Glebe et s'étend en ligne droite vers l'ouest jusqu'à la rivière des Outaouais où elle tourne vers le nord, longe Crystal Bay et Britannia Bay pour se terminer au nord de Kanata à l'intersection avec le chemin March. Elle commençait autrefois à O'Connor Street, un pâté de maisons à l'est de la rue Bank, mais la partie à l'est de Bronson a été renommée Glebe Avenue le 7 février 1974. Il s'agit d'une artère principale de quatre à six voies sur la majeure partie de sa longueur urbaine, dont la limite de vitesse est de 60 km/h (37 mi/h) . La portion qui traverse la ceinture de verdure et qui mène à Kanata est généralement une route rurale à deux voies (bien qu'un élargissement soit prévu, ce qui supprimerait également un passage souterrain de qualité inférieure dans le bloc 3700 à mi-chemin entre March Road et Moodie Drive), avec une limite de vitesse de 80 km/h (50 mi/h) .
En décembre 2005, une voie dans chaque direction entre Booth Street et Cambridge South, juste avant Bronson, a été convertie en voie réservée aux bus. Cette section très courte (environ 150 m) réservée aux bus accélère le trafic de bus à travers l'intersection Carling/Bronson pendant les heures de pointe.

## Caractéristiques
D'ouest en est, les points d'intérêt situés le long de l'avenue Carling sont Mitel, le campus Carling, le Centre de recherche sur les communications, les écuries Smithvale, le parc Andrew Haydon, le centre commercial Lincoln Fields, le centre commercial Carlingwood, la place Fairlawn, le centre commercial Westgate, le Centre de santé mentale Royal Ottawa, l'hôpital Civic d'Ottawa, l'ancien observatoire Dominion et la tour de condominiums Claridge Icon . L'avenue longe également les limites nord de la Ferme expérimentale centrale et du parc des Commissaires.

## Autres
Carling est maintenant connue sous le nom d'Ottawa Road #38, mais était autrefois l'autoroute 17B à l'est de Richmond Road jusqu'à ce que le gouvernement de l'Ontario transfère l'autoroute au gouvernement local. Jusqu'aux années 1970, la partie ouest de Carling faisait également partie de la route 17.
De 2004 à 2007, l'avenue Carling a été nommée l'une des 20 pires routes de l'Ontario dans une enquête de la CAA,,   en raison de bosses et de nids-de-poule fréquents.
L'une des premières stations de surveillance d'OVNI utilisées pour le projet Magnet était située sur Carling Avenue.

## Service d'OC Transpo
La station Dow's Lake sur la ligne Trillium de l'O-Train est située près de l'intersection de Carling Avenue et Preston Street. Les lignes de bus d'OC Transpo desservent également la station.

## Carrefours principaux
Les adresses changent de façon erratique sur Carling; elles ne sont pas cohérentes d'un point à l'autre et augmentent rapidement dans la partie est, puis ralentissent jusqu'à une augmentation très lente à l'ouest de Bayshore.
Principales intersections (d'ouest en est, adresse approximative) :
- Chemin March (4100)
- Moodie Drive (3500)
- Holly Acres Road, une approche de l'autoroute 417 (3200)
- Promenade Bayshore (3100)
- Chemin Pinecrest (2800)
- Chemin Richmond (2700)
- Kichi Zibi Mikan (2500)
- Avenue Woodroffe (2200)
- Avenue Maitland (1800)
- Queensway / Avenue Kirkwood (1500)
- Chemin Merivale (1300)
- Avenue Fisher / Avenue Holland / Promenade Island Park / Allée panoramique NCC (1100)
- Avenue Parkdale (1000)
- Rue Preston (800)
- Rue Booth (600)
- Avenue Bronson (300)

## Quartiers
Les quartiers qui longent l'avenue sont :
- Crystal Beach
- Bayshore
- Michelle Heights
- Brittany
- Pinewood
- Lincoln Heights
- Carlingwood
- Whitehaven
- Carlington
- Parc Hampton
- Hôpital civique
- Glebe
- Queensway Terrace Nord